# Tägerwilen
Tägerwilen es una comuna suiza del cantón de Turgovia, situada en el distrito de Kreuzlingen. Limita al norte con las comunas de Reichenau (DE-BW), Gottlieben y Constanza (DE-BW), al este con Kreuzlingen, al sur con Kemmental y Wäldi, y al oeste con Ermatingen.
La población está bien comunicada, con una pequeña pero moderna estación de ferrocarril propia y siendo al mismo tiempo urbanísticamente casi un barrio de la ciudad de Kreuzlingen, de la que la separan apenas unos centenares de metros y a cuyo distrito pertenece.

## Monumentos

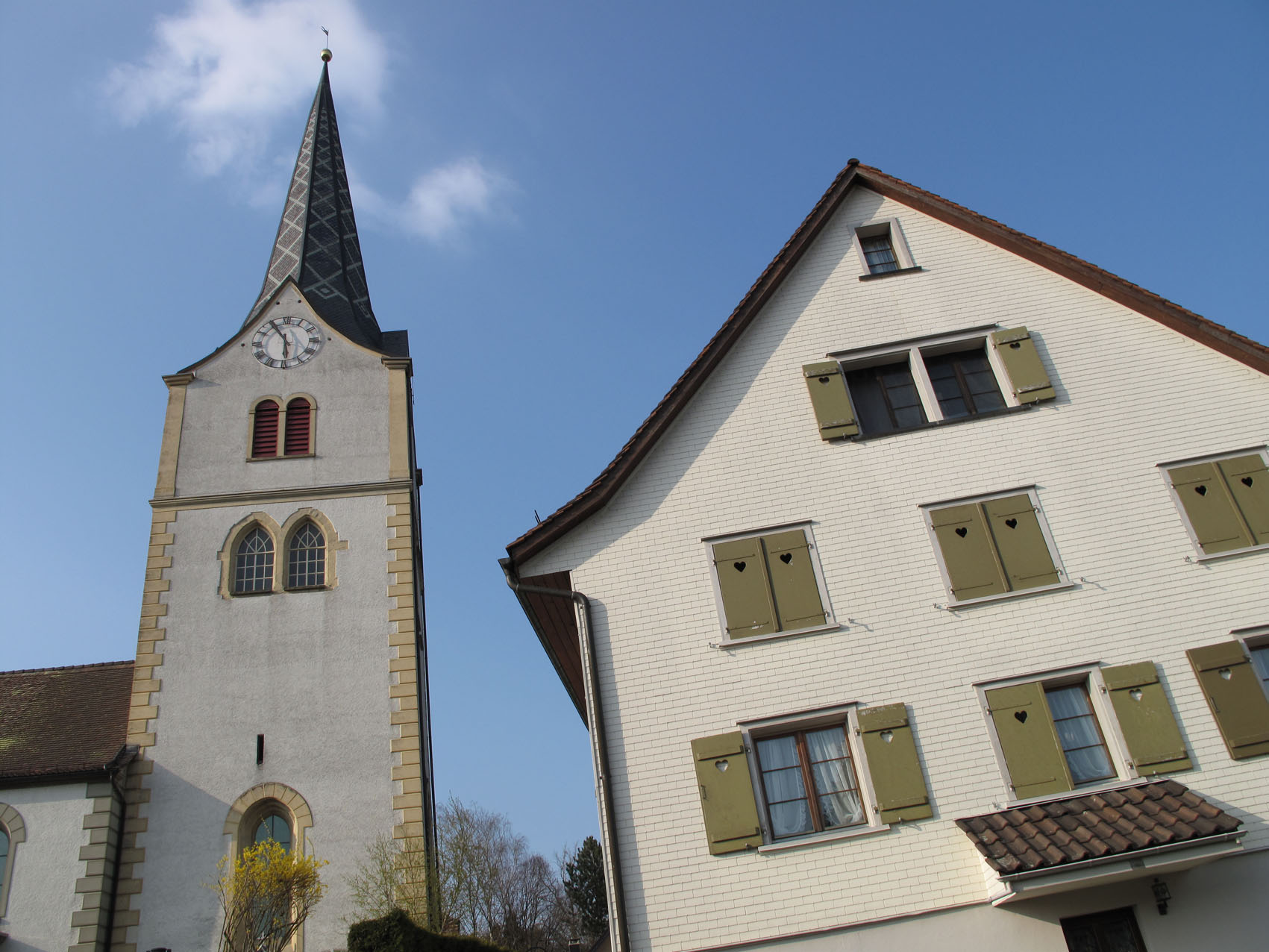
Iglesia evangélica de Tägerwilen

Aparte de sus edificios religiosos, el más importante de los cuales es su iglesia evangélica, las casas de la localidad son de singular belleza, habiendo mantenido el arte de las casas de entramados de madera, entre las cuales la villa cuenta con numerosas centenarias y de soberbio acabado. El edificio más singular y voluminoso, situado en la zona exterior y más alta del pueblo, es el palacio Castell.

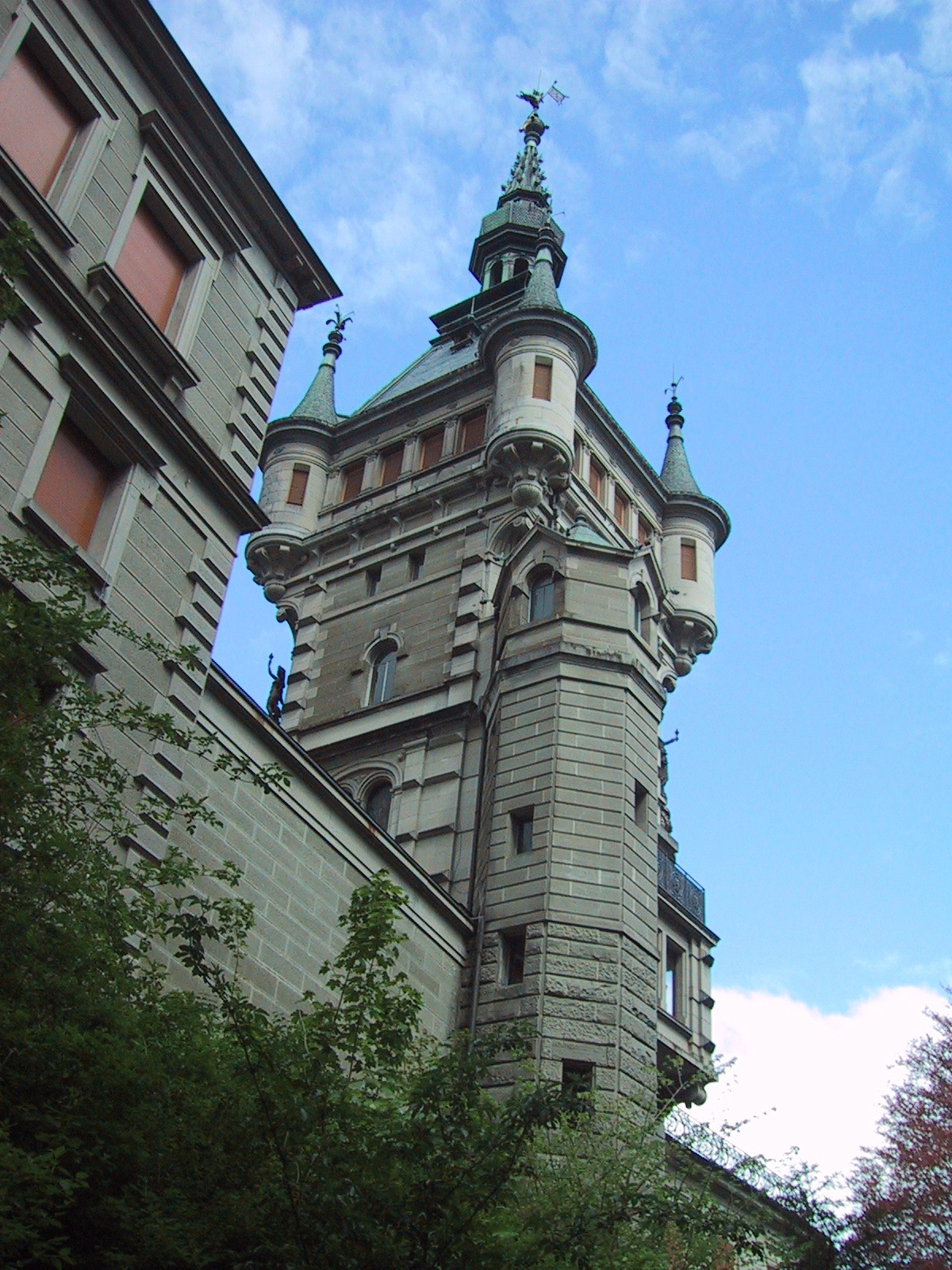
Palacio Castell, situado en la parte alta de la localidad